# Останні години
«Останні години» (англ. These Final Hours) — австралійський апокаліптичний трилер 2013 року режисера Зака Гілдітча. Обраний для показу в рамках Двотижневика режисерів на Каннському кінофестивалі 2014 року
Фільм став касово неуспішним, при цьому отримав схвальні позитивні відгуки критиків і нагороди.

## Сюжет
Сюжет фільму розгортається в місті Перт і починається через 10 хвилин після того, як метеор зіткнувся з землею в Північній Атлантиці, в результаті чого приблизно через дванадцять годин глобальний вогненний смерч досягне Західної Австралії. Джеймс і його коханка Зої займаються сексом востаннє в її будиночку на пляжі, де вона розказує, що вагітна від нього. Не бажаючи відчувати її неминучу смерть, Джеймс ігнорує новину від Зої і залишає дівчину, щоб відвідати «вечірку кінця всіх вечірок». Після того, як злочинець викрав його автомобіль, він зустрічає двох чоловіків, які захопили молоду дівчинку і планують її зґвалтувати. Джеймс вбиває їх і рятує дитину. Дівчинка на ім'я Роуз пояснює, що вона відокремилась від батька в Малазі на маршруті до будинку своєї тітки в Ролістоун. Не бажаючи витрачати бензин, Джеймс планує залишити її зі своєю сестрою та її дітьми. Але після прибуття він знаходить сестру та її чоловіка мертвими у душі та три хрести з могилами своїх племінниць. Очевидно, що вони вчинили самогубство.
Потім Джеймс відвідує вечірку з Роуз на буксирі. Місце переповнене народом з грою в російську рулетку й оргією, що відбувається всередині будинку. Джеймса зустрічає Фредді, сестра якого Вікі є подругою першого. Джеймс залишає Роуз в басейні, а в значній мірі алкогольного сп'яніння Вікі показує йому бункер, побудований під гаражем Фредді. Проте чоловік, емоційний і злий, розповідає дівчині, що цей спосіб врятуватися не спрацює, і що всі вони помруть у будь-якому випадку. Така відвертість спричиняє психологічний зрив Вікі і гнів Фредді. Тим часом, на вулиці невідома жінка наркологічним препаратом впливає на Роуз, стверджуючи, що вона є її дочкою Менді. Змусивши прийняти дівчинку екстазі-таблетки, жінка обіцяє допомогти Роуз знайти свою сім'ю.
Коли Джеймс нарешті повертається на вулицю, щоб знайти Роуз, в неї галюцинації і блювота. Джеймс намагається покинути вечірку з Роуз, штовхаючи жінку в бік і намагаючись заперечити звинувачення сп'янілого Фредді, що Джеймс начебто вчиняє фізичне насильство. Потім він погрожує Джеймсу пістолетом, перш ніж Вікі спокійно бере зброю і стріляє в жінку, дозволяючи Джеймсу піти з Роуз.
Джеймс відвідує з Роуз будинок своєї колишньої матері, з якою він примиряється в той час, як дівчинка відновлюється. Мати дає Джеймсу бензин і деякий старий одяг Роуз, пара вирішує відвідати тітку останньої. Прибувши на місце, здається, що нікого нема вдома, але Джеймс знаходить тіла сім'ї Роуз, у тому числі її батька, за межами будинку, де сталося масове самогубство. Роуз в істериці через звістку про смерть батька, але наполягає на тому, щоб побачити його. Джеймс втішає дівчинку і приносить їй тіло, вони кладуть його на березі ставка з квітами, поки Роуз розповідає, що її батько хотів, щоб вони були разом в кінці. Джеймс довіряється Роуз, розповідає їй про його стосунки з Зої та вагітність останньої, що призводить до стимулу реалізувати свою любов до неї. Роуз переконує його загладити провину перед коханою, поки він це може зробити. Чоловік прислухається до поради, вони емоційно прощаються.
Авто Джеймса перегрівається на шосе, в цей час вогняна буря наближається, він намагається подолати решту шляху пішки. Джеймс знаходить Зої на пляжі, яка спостерігає за штормом. Спочатку жінка вороже ставиться до Джеймса, однак пара швидко мириться і визнає свою взаємну любов. Вони обіймаються і, повернувшись у бік океану, дивляться вперед, вогняна буря поглинає їх, що знаменує кінець життя на Землі.

## Ролі
- Натан Філліпс — Джеймс
- Ангурі Райс — Роуз
- Джессіка Де Гау — Зої
- Даніель Хеншолл — Фредді
- Девід Філд — чоловік по радіо
- Сара Снук — мама Менді

## Музика
- Sugar Daddy O — Вернер Тауц

## Реакція

### Касові збори
«Останні години» випущений в обмеженому випуску по всій Австралії, зібравши $360 234 протягом релізу. Фільм став касовим провалом, зібравши майже в 10 разів менше свого бюджету.

### Критика
«Останні години» отримав визнання критиків і має оцінку 77 % свіжості на Rotten Tomatoes на основі 30 відгуків із середнім рейтингом 7,1 з 10.
Рейтинг на IMDb — 6,6/10 на основі 5 318 голосів, КиноПоиск.ru — 6,5/10.
Фільм має дві нагороди та дві номінації.